# Hodi da ti čiko nešto da!
Hodi da ti čiko nešto da! osmi je studijski album bosanskohercegovačkog rock sastava Zabranjeno pušenje, objavljen 16. studenoga 2006. godine u Bosni i Hercegovini u izdanju CIVITAS-a. U Hrvatskoj je objavljen 15. ožujka 2007. godine. Mascom je izdao album u Srbiji 2007. godine. Ovo je drugi dupli studijski album skupine, a podnaslovi CD-ova su Se kličem Mujo i Se kličem Suljo.

## Popis pjesama
Izvor: Discogs
| Se kličem Mujo | Se kličem Mujo                          | Se kličem Mujo                | Se kličem Mujo         | Se kličem Mujo | Se kličem Mujo | Se kličem Mujo | Se kličem Mujo | Se kličem Mujo | Se kličem Mujo |
| Br.            | Skladba                                 | Autor                         | Aranžman               | Trajanje       |                |                |                |                |                |
| -------------- | --------------------------------------- | ----------------------------- | ---------------------- | -------------- | -------------- | -------------- | -------------- | -------------- | -------------- |
| 1.             | »Nema više«                             | Davor Sučić, Nenad Veličković |                        | 4:06           |                |                |                |                |                |
| 2.             | »Mali Motač Jointa«                     | Sučić, John Fogerty           |                        | 3:45           |                |                |                |                |                |
| 3.             | »Pravo zajebani DJ iz Chicaga«          | Sučić                         |                        | 4:17           |                |                |                |                |                |
| 4.             | »Biffe Neretva«                         | Sučić                         |                        | 5:15           |                |                |                |                |                |
| 5.             | »Dobro dvorište«                        | Sučić                         | Sučić, Robert Boldižar | 4:51           |                |                |                |                |                |
| 6.             | »Sigurna vremena«                       | Sučić                         |                        | 4:14           |                |                |                |                |                |
| 7.             | »Haag«                                  | Sučić                         | Sučić                  | 3:09           |                |                |                |                |                |
| 8.             | »Impossible is Nothing (David Beckham)« | Sučić, Dragomir Herendić      |                        | 3:00           |                |                |                |                |                |
| 9.             | »Laku noć stari«                        | Sučić                         |                        | 5:08           |                |                |                |                |                |
| 10.            | »Takvim sjajem«                         | Arsen Dedić                   |                        | 5:07           |                |                |                |                |                |
| 43:26          |                                         |                               |                        |                |                |                |                |                |                |

| Se kličem Suljo | Se kličem Suljo            | Se kličem Suljo                | Se kličem Suljo | Se kličem Suljo | Se kličem Suljo | Se kličem Suljo | Se kličem Suljo | Se kličem Suljo | Se kličem Suljo |
| Br.             | Skladba                    | Autor                          | Aranžman        | Trajanje        |                 |                 |                 |                 |                 |
| --------------- | -------------------------- | ------------------------------ | --------------- | --------------- | --------------- | --------------- | --------------- | --------------- | --------------- |
| 1.              | »Hodi da ti čiko nešto da« | Sučić                          | Paul Kempf      | 1:30            |                 |                 |                 |                 |                 |
| 2.              | »Džana«                    | Darko Ostojić                  |                 | 4:13            |                 |                 |                 |                 |                 |
| 3.              | »Pred zatvorenim šankom«   | Sučić                          |                 | 3:45            |                 |                 |                 |                 |                 |
| 4.              | »OK Diane«                 | Sučić                          |                 | 4:02            |                 |                 |                 |                 |                 |
| 5.              | »Mejtaš«                   | Ostojić                        |                 | 3:45            |                 |                 |                 |                 |                 |
| 6.              | »Igrač s brojem 2«         | Sučić                          |                 | 4:54            |                 |                 |                 |                 |                 |
| 7.              | »Džeki«                    | Sučić                          |                 | 3:26            |                 |                 |                 |                 |                 |
| 8.              | »Agregat«                  | Sučić                          |                 | 4:12            |                 |                 |                 |                 |                 |
| 9.              | »Domovina«                 | Sučić, Veličković, Šaban Gadžo |                 | 5:41            |                 |                 |                 |                 |                 |
| 35:28           |                            |                                |                 |                 |                 |                 |                 |                 |                 |

## Izvođači i osoblje
Preneseno s omota albuma.
| Zabranjeno pušenje - Davor Sučić – vokal, gitara - Robert Boldižar – violina, klavijature, prateći vokal - Branko Trajkov "Trak" – bubnjevi, udaraljke, prateći vokal - Predrag Bobić – bas-gitara - Toni Lović – električna i akustična gitara - Paul Kempf – klavijature Produkcija - Davor Sučić – produkcija - Denis Mujadžić Denyken – glazbena produkcija, snimanje, mastering - Dario Vitez – izvršna produkcija Dizajn - Tarik Zahirović – dizajn omota (Agencija Ideologija u Sarajevu, BIH) - Saša Midžor Sučić – fotografija - Denis Lovrović – fotografija |  | Gostujući glazbenici - Arsen Dedić – dirigiranje (skladba 1/10) - Bruno Urlić – violina (skladba 1/06, 1/10) - Sakin Modronja – vokal (skladba 1/09) - Irena Mujadžić – prateći vokal - Jelena Vučetić – prateći vokal - Nina Sučić – viola (skladba 1/10) - Stanislav Kovačić – violončelo (skladba 1/10) - Marijan Jakić – saksofon (Gudački kvartet) - Antonio Janković – trombon (Gudački kvartet) - Tomica Rukljić – truba (Gudački kvartet) - Krešimir Oreški – đembe - Ismet Kurtović – dirigent zbora Arabeske, zbor - Aida Kočo – zbor - Aldijana Mujić – zbor - Alma Srebreniković – zbor |  | - Amina Omanović – zbor - Azra Grabčanović – zbor - Belma Hadžović – zbor - Boris Turina – zbor - Dženana Čaušević – zbor - Emina Nuhbegović – zbor - Galija Hammad – zbor - Melisa Huskić – zbor - Nimer Hammad – zbor - Sakin Modronja – zbor - Selma Srebreniković – zbor |